# Revo Uninstaller
Revo Uninstaller는 마이크로소프트 윈도우용 제거 프로그램이다. 프로그램들을 제거하는 것 외에도 프로그램 제거기나 윈도우 제거 기능을 통해 남겨진 윈도우 레지스트리 항목들도 추가로 제거해준다.

## 추가 삭제되는 항목
- 임시 폴더 내의 파일
- 윈도우 시작 프로그램의 폴더 내 항목
- 인터넷 익스플로러, 모질라 파이어폭스, 오페라, 넷스케이프 브라우저 탐색 기록과 캐시
- 마이크로소프트 오피스 애플리케이션에 최근에 연 파일

## 같이 보기
- 제거 프로그램